# L'hereu i la forastera
L'hereu i la forastera és un poema dramàtic en tres actes, original de Josep Maria de Sagarra, estrenat al teatre Romea de Barcelona, la nit del 17 de novembre de 1949.
L'escena té lloc a Roda de Ter, i a la Masia del Pradell, cap a l'any 1845, després de la Primera Guerra Carlina.

## Repartiment de l'estrena
Actors de repartiment.
- Isabel: Paquita Ferràndiz
- L'àvia del Pradell: Emília Baró
- Amàlia: Roser Coscolla
- Rosalia: Pepeta Gelabert
- Calàndria: Montserrat Casas
- Raimon del Pradell: Pau Garsaball
- El fadristern del Pradell: Pere Gil
- El jutge Vallhonrat: Lluís Teixidor
- Pere de Rupià: Ramon Duran
- El regidor Graupolit: Josep Soler
- Estivill: Francesc Ferràndiz
- El campaner de Roda: Joaquim Alonso
- Direcció: Pau Garsaball